# Ван Ян
Ван Ян (кит. 汪洋; піньїнь. Wāng Yáng; 12 березня 1955 р. Сучжоу, Аньхой, КНР) — китайський політик, віце-прем'єр у 2013-2018 роках.
Міністр Китайської Народної Республіки у 2013-2018 роках.
За національністю - китаєць. Член Комуністичної партії Китаю з 1975 року. Закінчив політекономію в Центральній партійній школі в Пекіні .